# Fermione di Dirac
In fisica, un fermione di Dirac è una particella di spin-½ (un fermione) che è diversa dalla sua antiparticella. La maggior parte dei fermioni rientra in questa categoria.

## Descrizione
In fisica delle particelle, tutti i fermioni del modello standard possiedono antiparticelle distinte (ad eccezione forse dei neutrini) e quindi sono fermioni di Dirac. Prendono il nome da Paul Dirac e le loro proprietà possono essere modellizzate con l'equazione di Dirac.
Un fermione di Dirac è equivalente a due fermioni di Weyl. La controparte di un fermione di Dirac è un fermione di Majorana, una particella che deve essere la sua stessa antiparticella.

## Quasi-particelle di Dirac
Nella fisica della materia condensata, le eccitazioni a bassa energia nel grafene e negli isolanti topologici, tra gli altri, sono quasiparticelle fermioniche descritte da un'equazione di Dirac pseudo-relativistica.